# Batak (Indonesië)

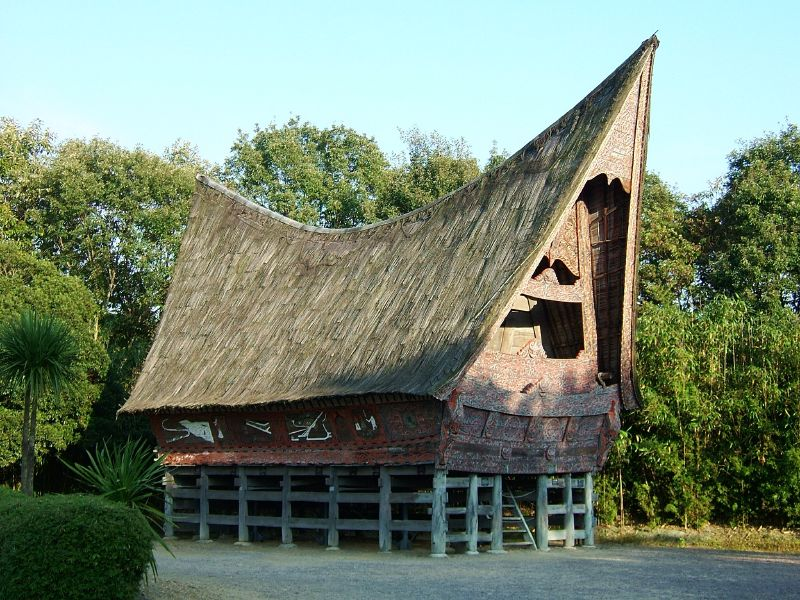
Een Toba Batak huis.

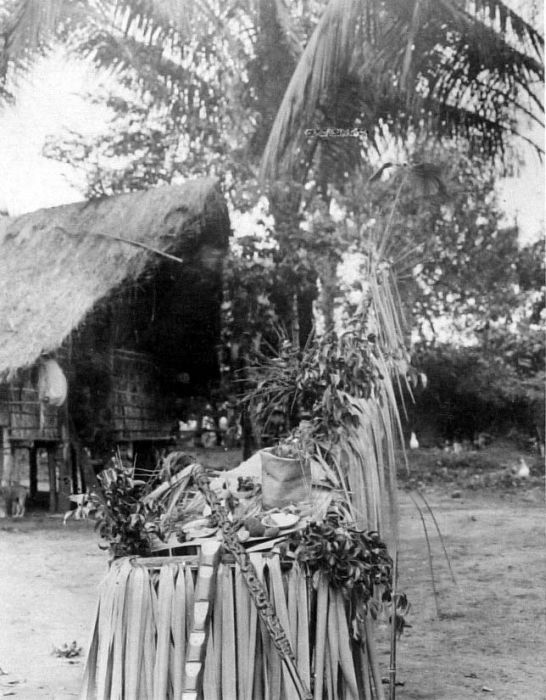
Offertafel vol voedseloffers voor vooroudergeesten en een Batak toverstaf op de voorgrond, Wereldmuseum Amsterdam.

De Batak zijn een aantal aan elkaar verwante volkeren met elk hun eigen taal in Noord-Sumatra (Indonesië). De bekendste groep is de Toba Batak. De andere groepen zijn:
- Angkola (Batak)
- Dairi (of Pakpak)
- Karo Batak
- Simalungun Batak
- Mandailing Batak

De Alas Kluet worden soms ook als Batak geclassificeerd maar hierover bestaat enige discussie.

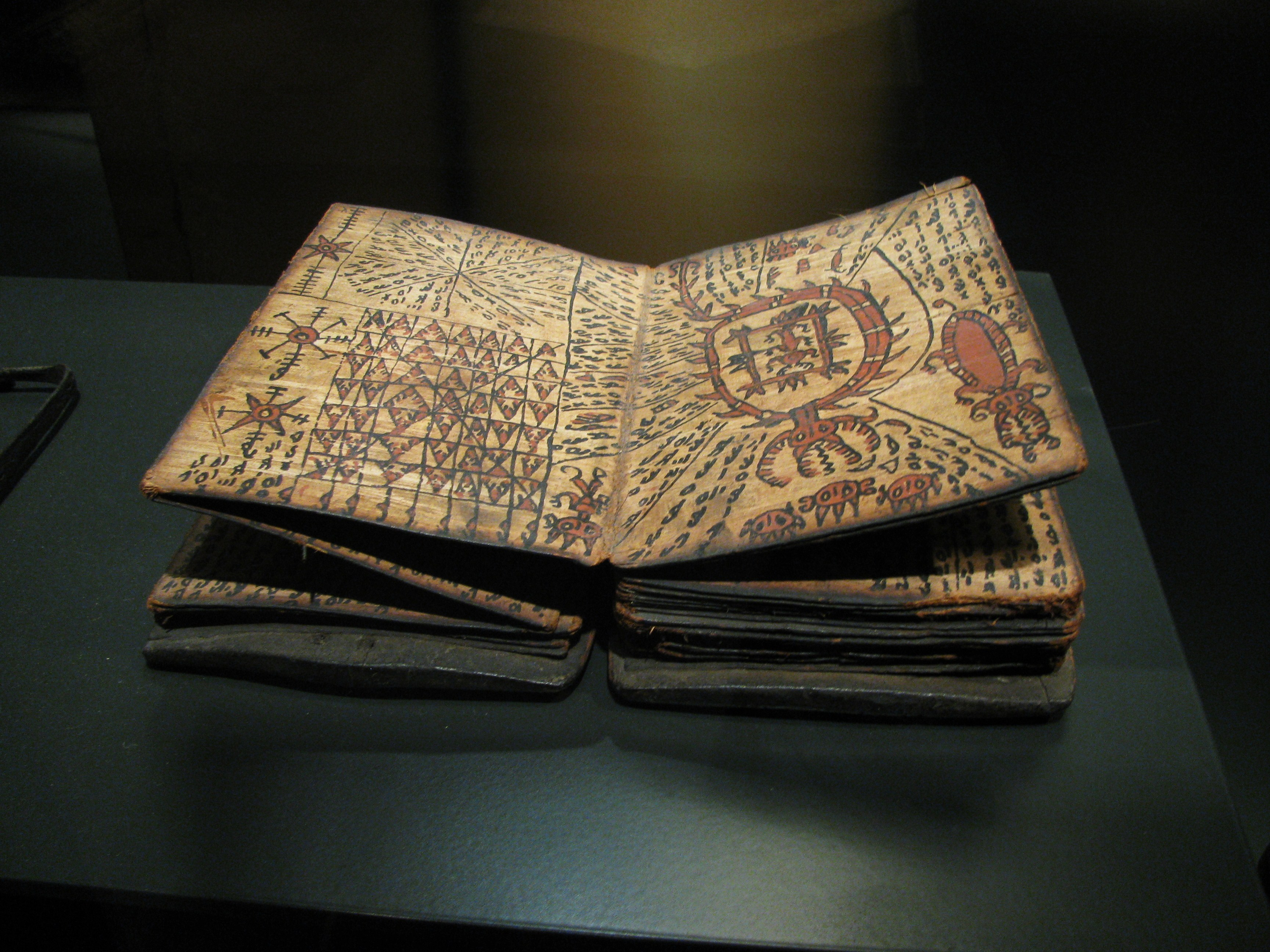
Toverboek, gebruikt door tovenaars van de Toba Batak in Noord-Sumatra, Indonesië. Rijksmuseum voor Volkenkunde, Leiden, Nederland.

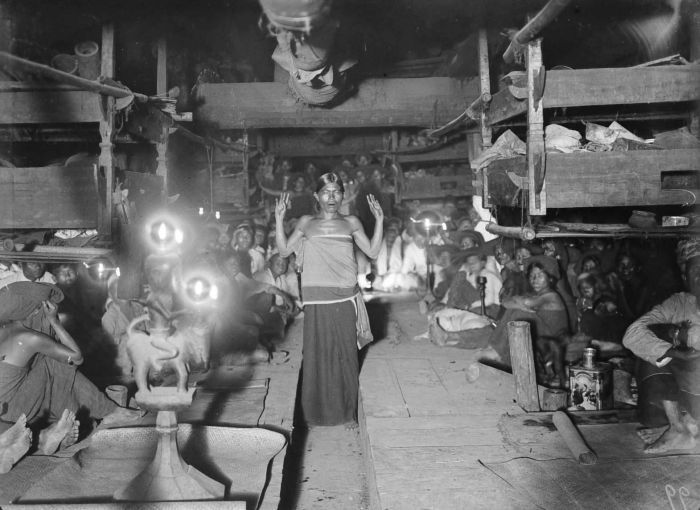
Dansende goeroe sibaso (vrouwelijke Karo Batak sjamaan) in trance bij de peroemah bégoe ceremonie in het huis van Pa Mbelgah te Kabandjahe.

De Batak zijn waarschijnlijk zo'n drie- tot vierduizend jaar geleden vanuit de Filipijnen en Borneo naar de hooglanden van Noord-Sumatra getrokken. Volgens Tobalegenden is Si Raja Batak, de (mythische) voorvader van alle Batak, neergedaald op Gunung Pusuk Buhit ("Centrale Heuvelberg") ten westen van het Tobameer. Linguïstische patronen bevestigen dit overigens niet.
De naam Batak is volgens bronnen een beledigende bijnaam die de moslims in de kustgebieden aan hen gaven. Het schijnt een wijdverbreide scheldnaam geweest te zijn voor heidense hooglandvolkeren van Zuidoost-Azië.  In de Filipijnen draagt een niet verwant bergvolk dezelfde naam en een ander hooglandvolk in Maleisië heet Batek.
Alle Batak zijn patrilineair en verdeeld in clans (marga) die via de mannelijke lijn in theorie elk terug te voeren zijn tot één enkele voorvader. Men trouwt altijd buiten de eigen clan (exogaam).
In Indonesië staan de Batak bekend om hun uitstekende zangkwaliteiten en het maken van babi panggang. Zij eten niet halal en daarom is het eten van deze varkensmaaltijd toegestaan onder de Batak.

## Religie
De Toba Batak, Karo Batak, Simalungun Batak en Dairi zijn christelijk en hebben vaak een bijbel in de lokale taal, de anderen zijn overwegend islamitisch. Onder de Angkola zijn zowel christenen als moslims (zie ook Paderi-oorlogen).

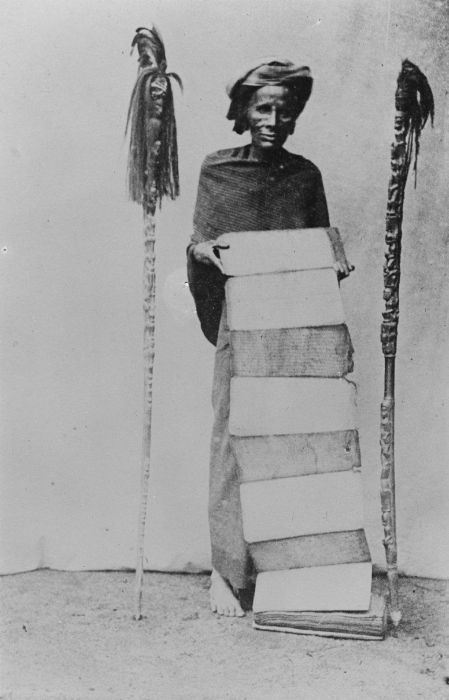
Portret van een Batak datu met een wichelboek en toverstaven
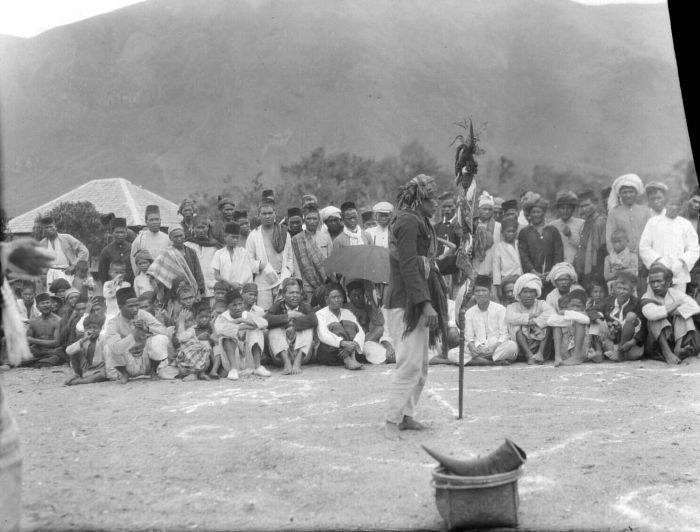
Een Batak priester danst met de toverstaf in een divinatieritueel
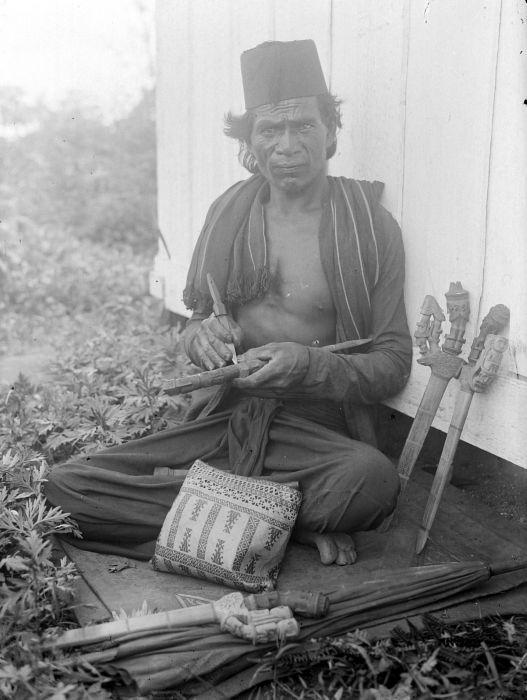
Portret van een Batak houtsnijder tijdens de vervaardiging van krisschedes
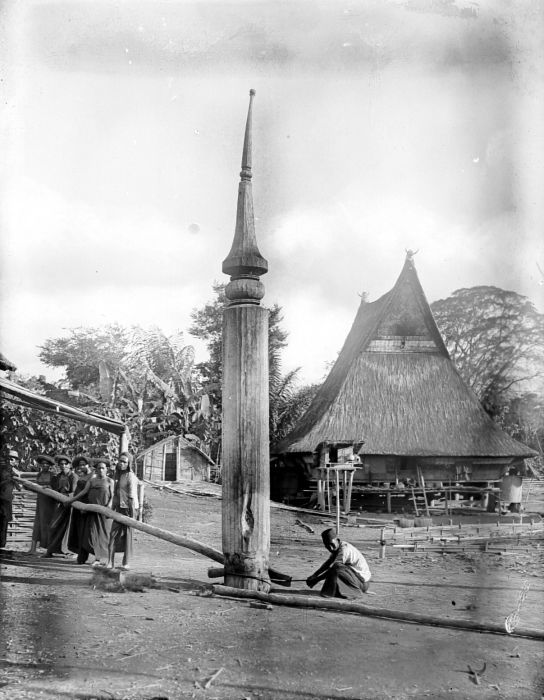
Een Batakse goud- en zilversmid bezig met een toestel om een staaf zilver uit te rekken tot een dikke draad; vrouwen brengen het toestel in
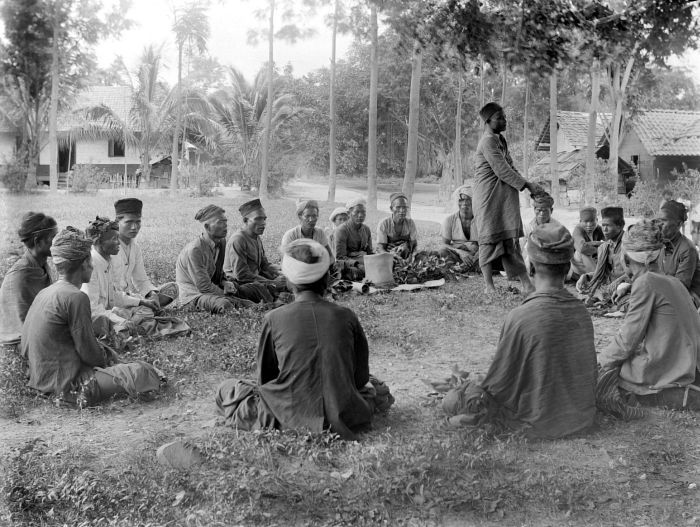
'Bespreking van Parbaringins over de gunstigste dag voor het feest van 'manden horboe bioes' (sawahbewerking)
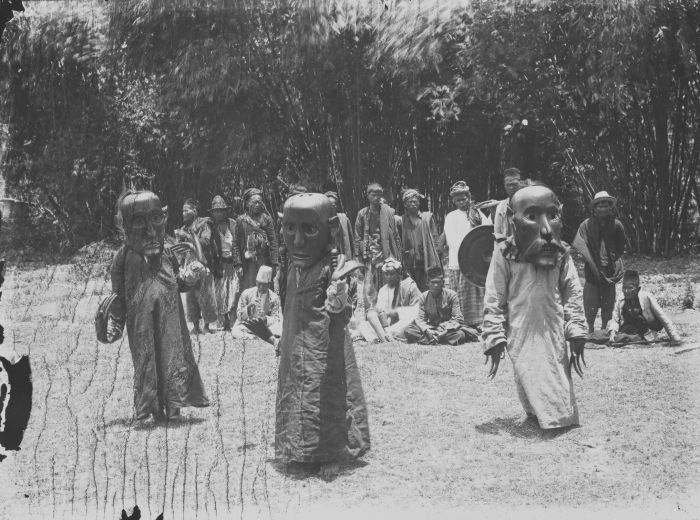
Batak maskerdans tijdens een dodenfeest, ca. 1930
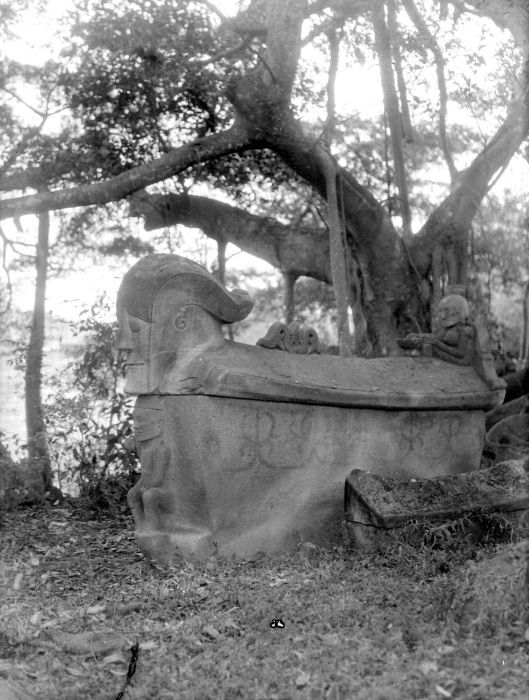
Sarcofaag van een Toba Batak, 1920-1954
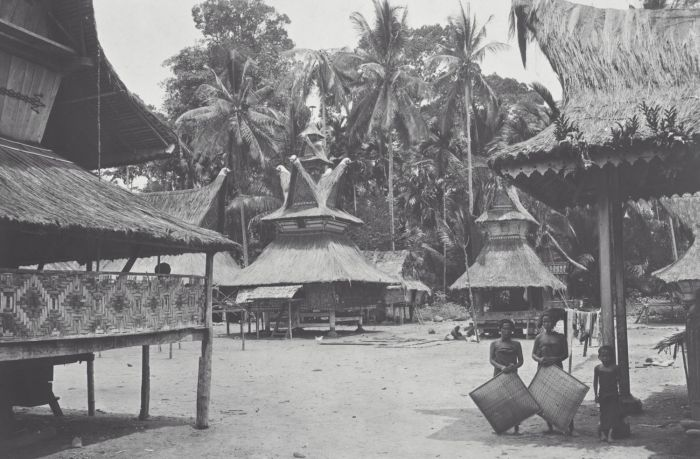
Batak-dorp in de Karo-Hoogvlakte
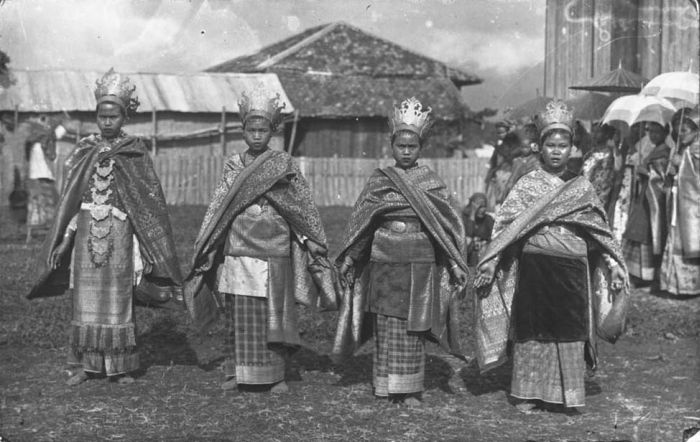
Vier meisjes in ceremonieel danskostuum
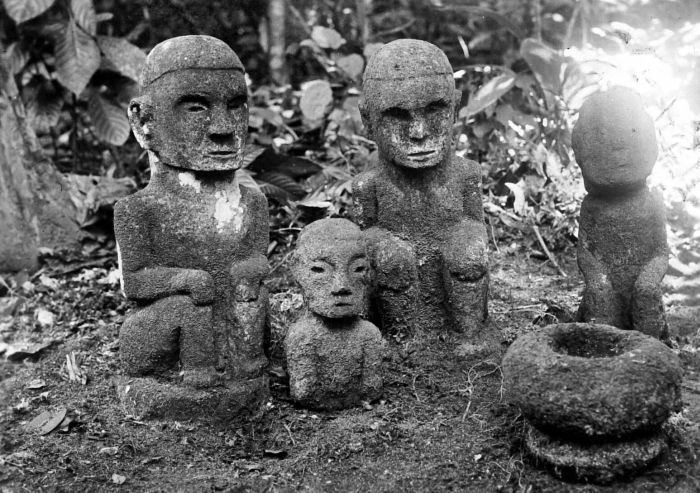
Een viertal hurkende cultusbeelden van Simalungun-Batak, ca. 1938
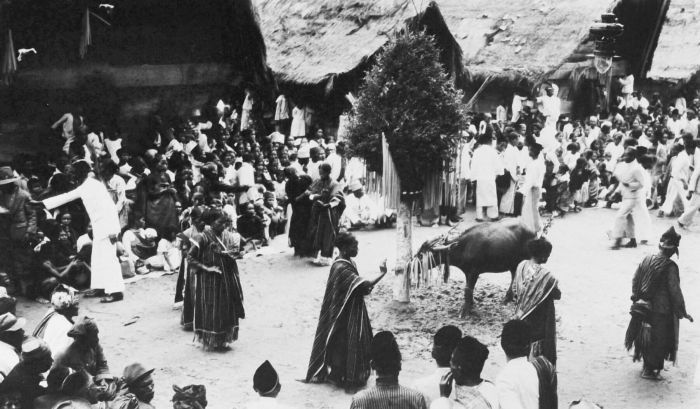
Offerfeest bij de Toba-Batak; een offerrund staat vastgebonden aan een boom, ca. 1933beweging door rondlopend een balk in beweging te brengen, ca. 1910
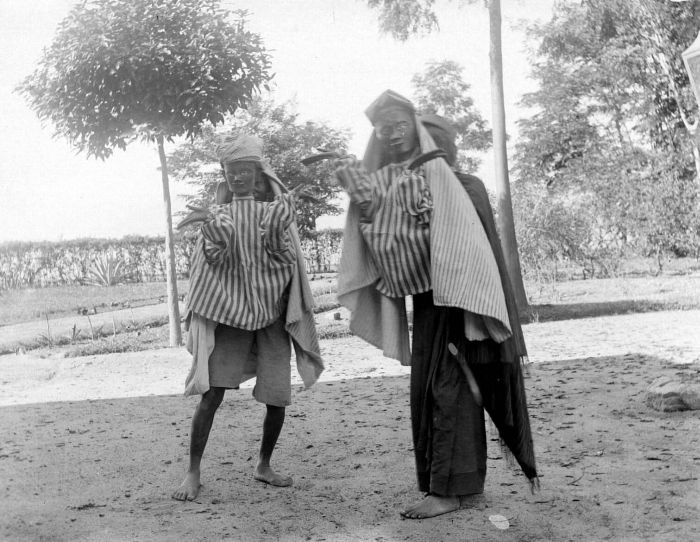
Twee mannen laten twee poppen dansen tijdens een bepaalde religieuze Batak plechtigheid
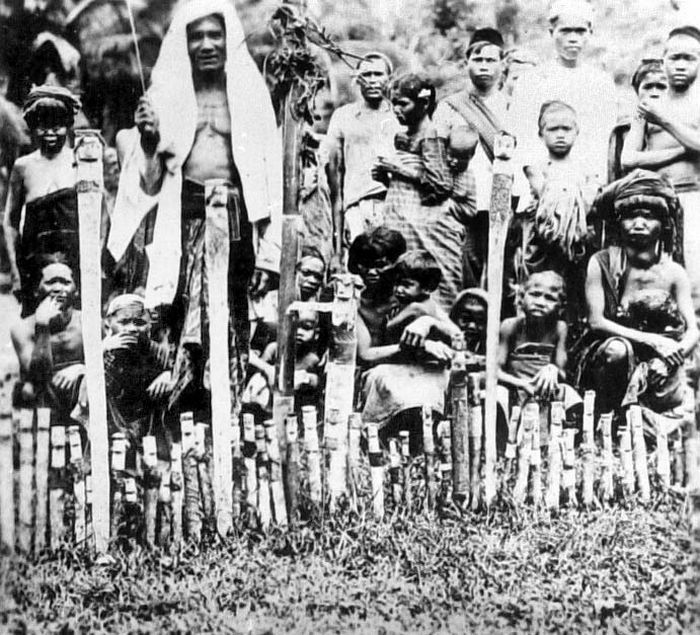
Deze Batak wisselbeeldjes op staken worden bij besmettelijke ziekten aan geesten aangeboden opdat ze in plaats daarvan de zielen van de mensen niet meenemen
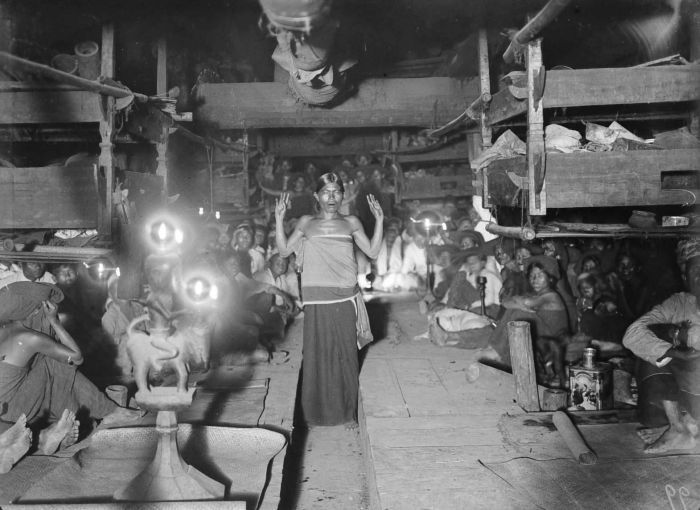
Dansende Goeroe sibaso (vrouwelijke Karo-Batak sjamaan) in trance bij de peroemah bégoe ceremonie in het huis van Pa Mbelgah te Kabandjahe
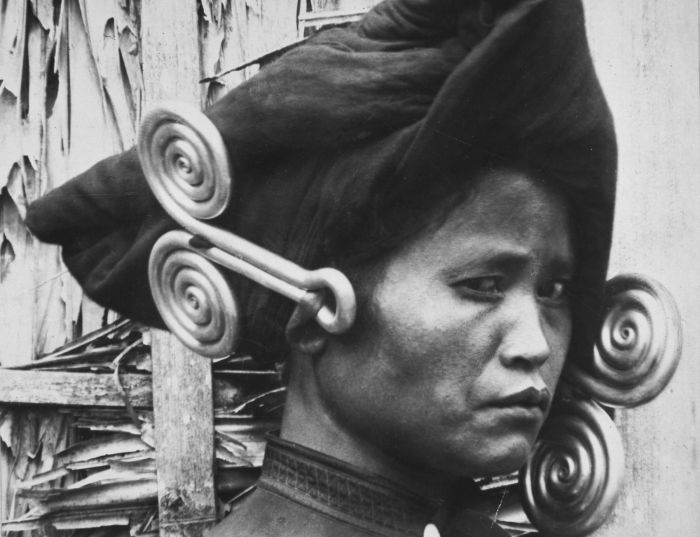
Een Karo Batak vrouw met oorsieraden
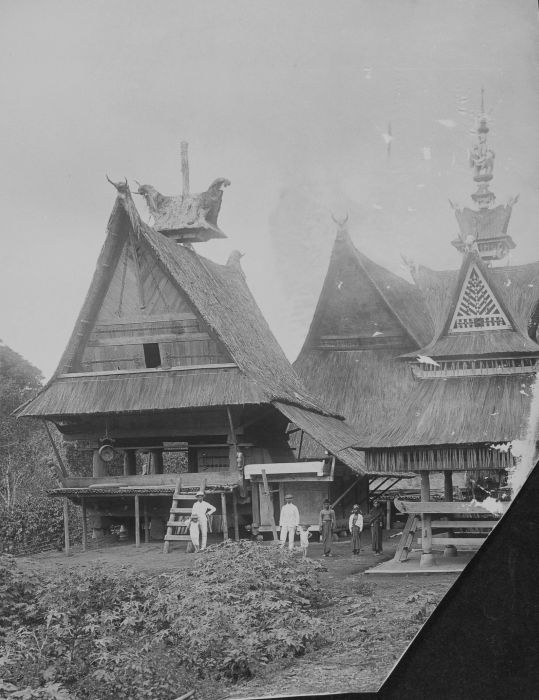
Europese mannen en kinderen poseren met inwoners in een Karo Batak dorp tussen een schuur met gong en een schedelhuis
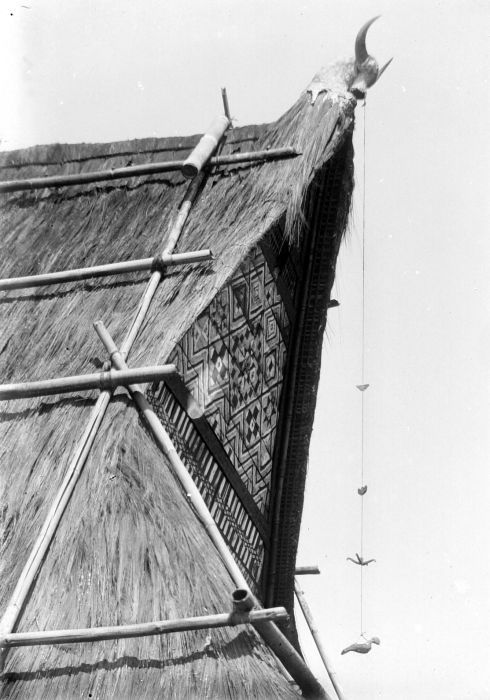
Detailopname van een puntgevel van het dak van een Karo Batak woonhuis
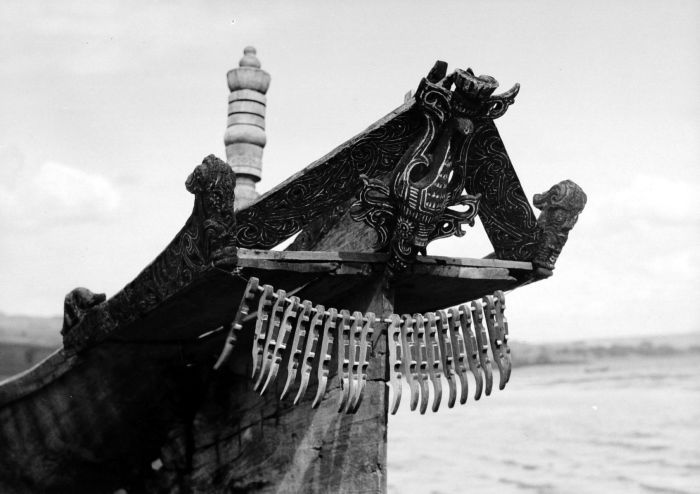
Houtsnijwerk op de voorsteven van een Toba Batak prauw, Tobameer, 1914-1919
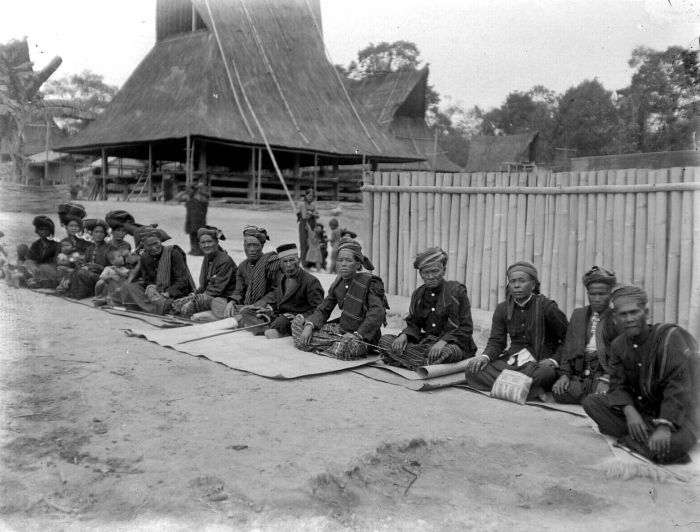
De voornaamste hoofden der Karo-Bataks zitten bij elkaar op de grond in het dorp Kaban Djahé, 1914-1919
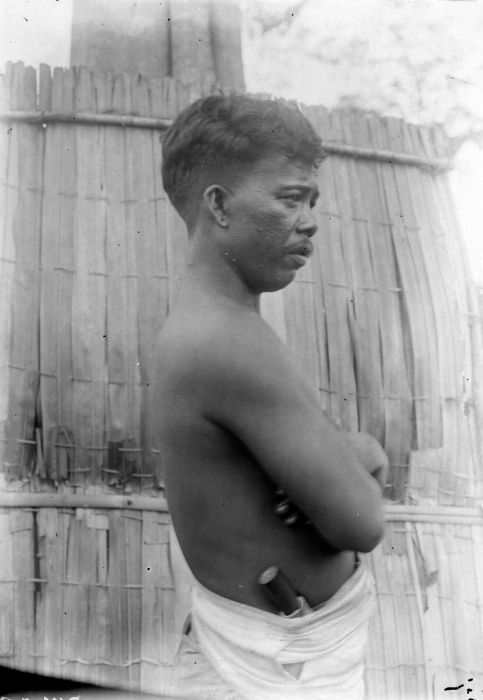
Een Batakse dwangarbeider van de Nieuw-Guinea Expeditie 1921-'22